# Édenkert

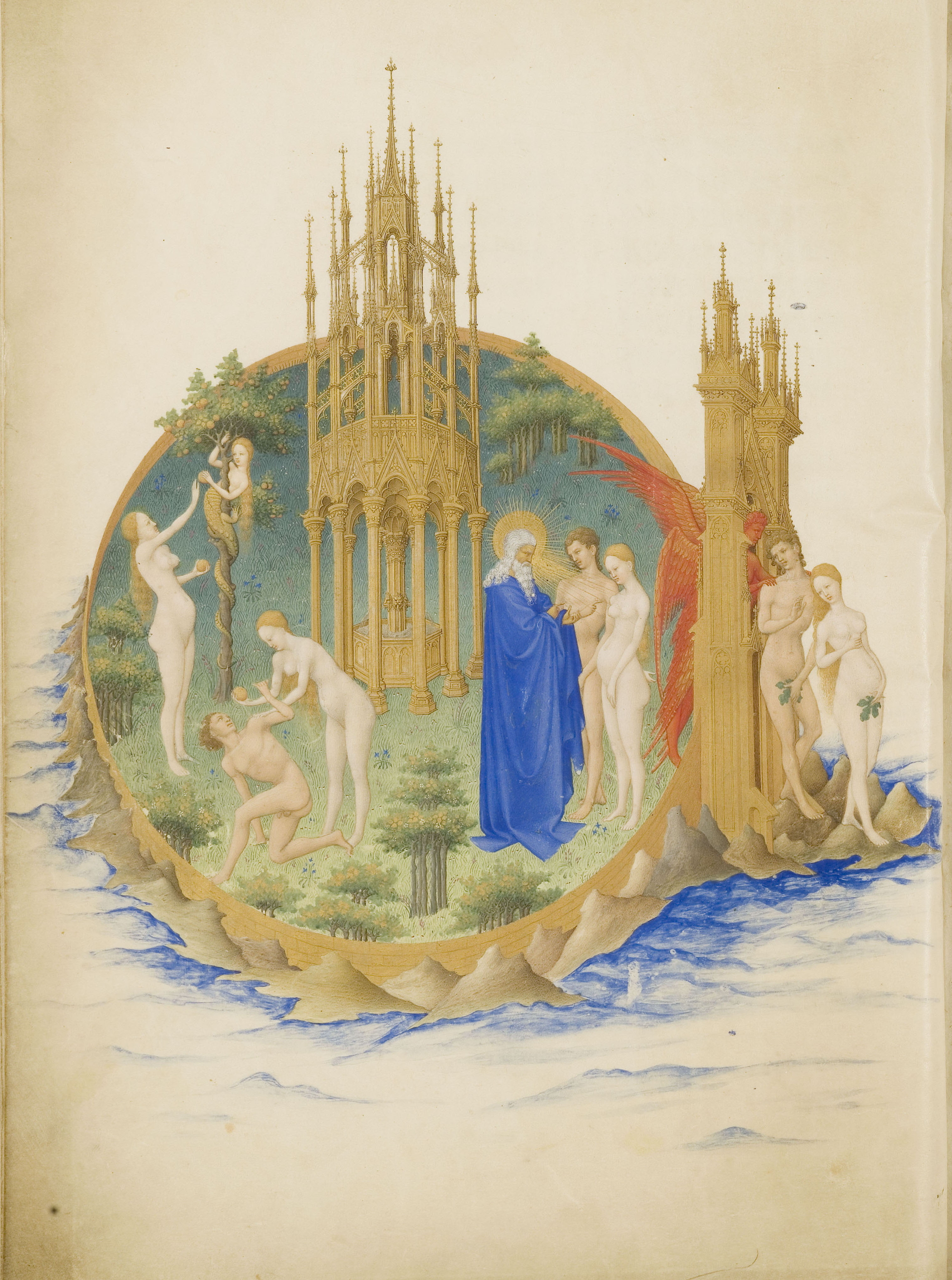
Az Édenkert.
(Limbourg fivérek: Les Très Riches Heures kódex, 15. század)

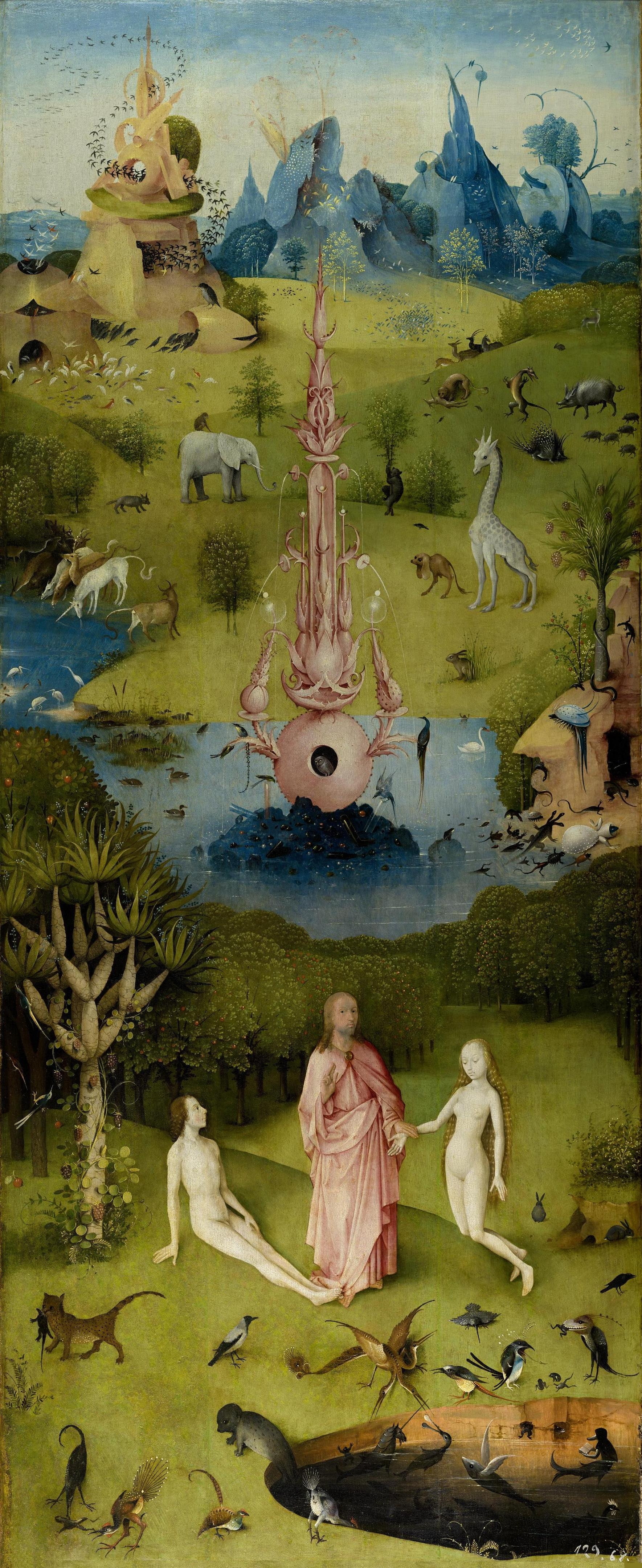
Így képzelte el az Édenkertet Hieronymus Bosch

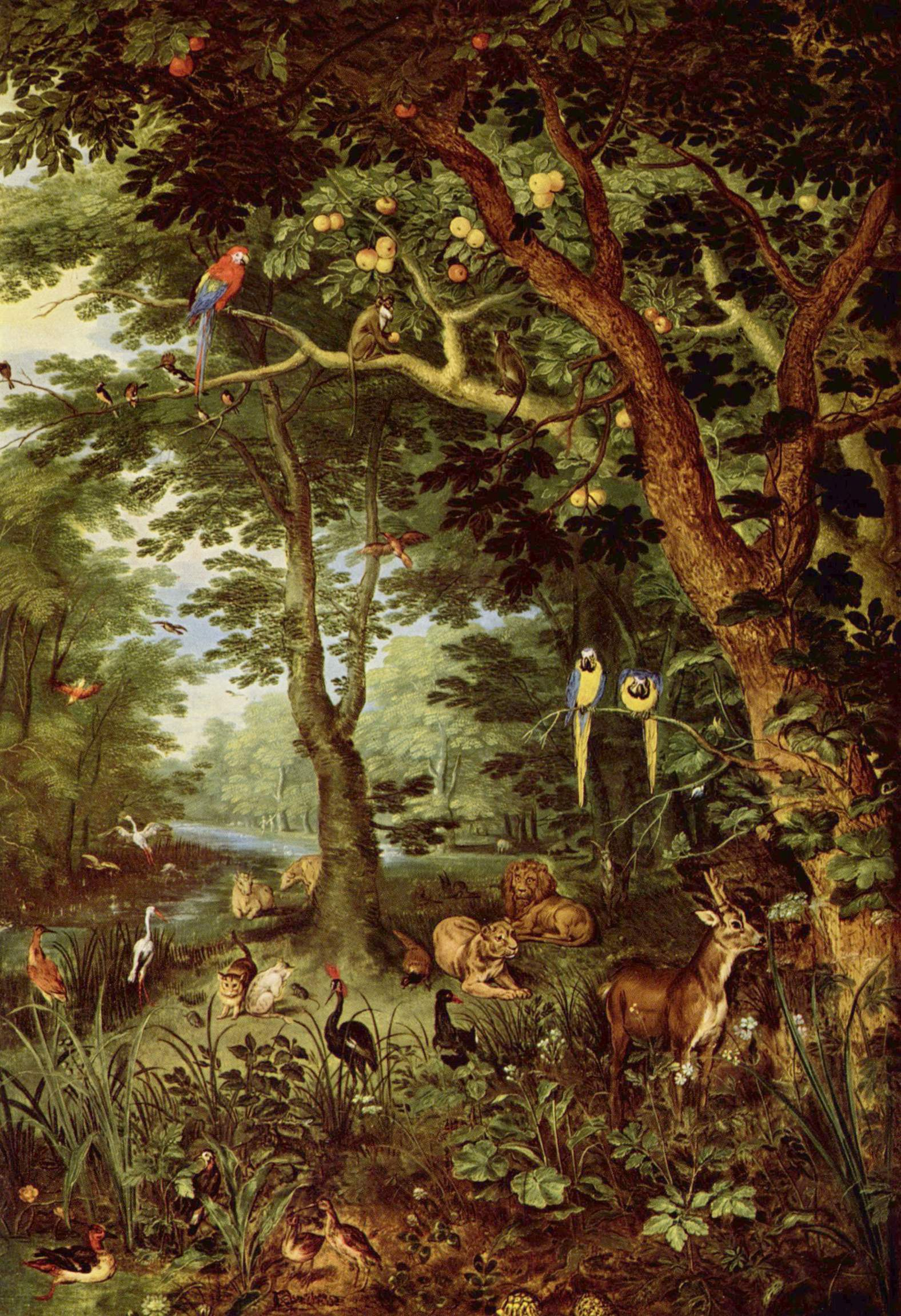
Id. Jan Brueghel Édenkert-víziója

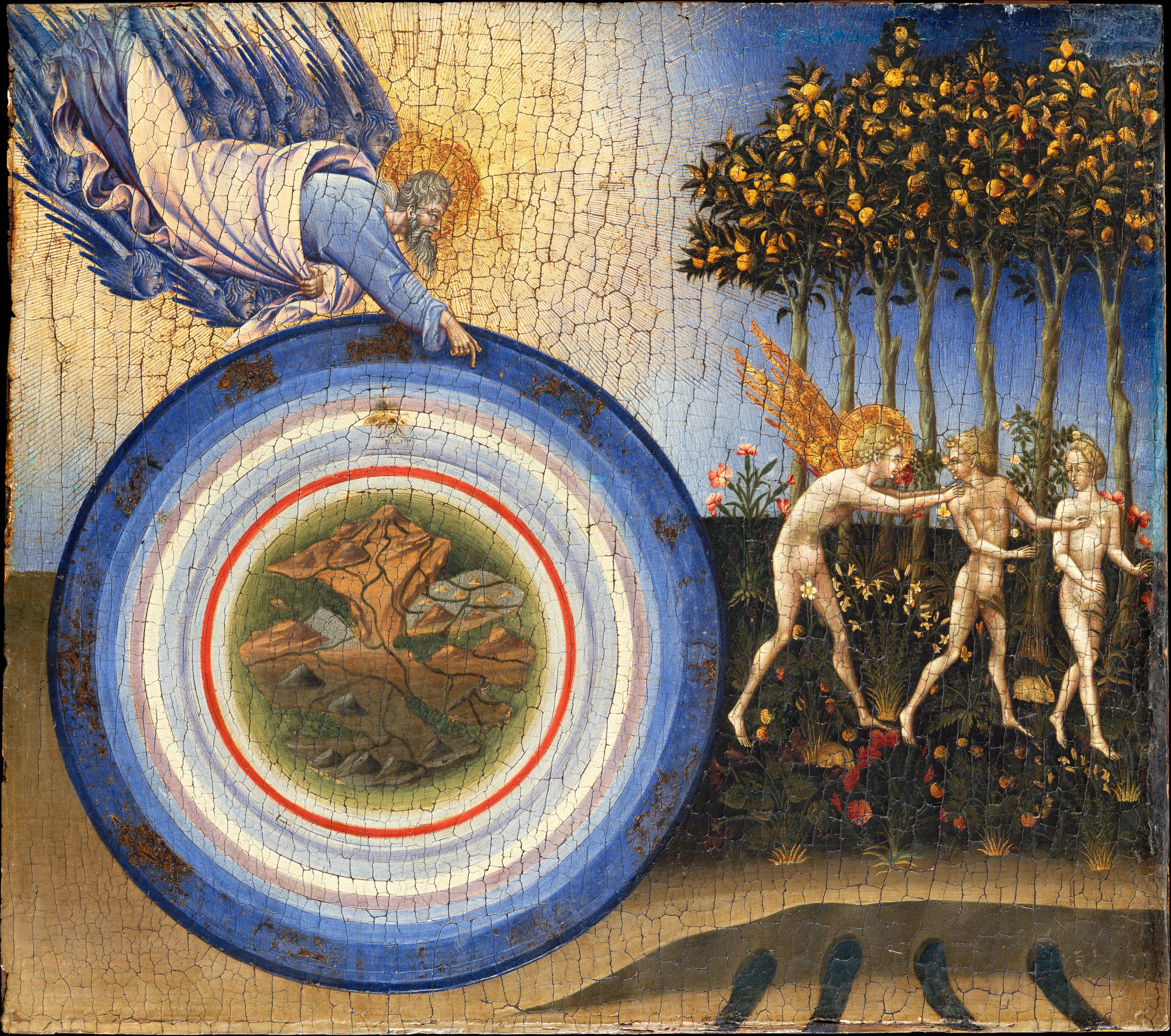
Giovanni di Paolo: Kiűzetés a Paradicsomból

Az Édenkert vagy Paradicsom (más nevein Éden, Paradicsomkert, héber nyelven: גן עדן, Gán-'Éden) azon vidék neve, ahol a héber Biblia (Ószövetség) elbeszélése szerint az első emberpár, Ádám és Éva lakott a bűnbeesés előtt. A bibliai elbeszélés alapján tágabb értelemben az emberiség elképzelt ősi aranykorát (pl. a görög mitológiában), illetve az embert körülvevő érintetlen természetet is szokás paradicsomi állapotként jellemezni.
Ültetett az Úristen egy kertet Édenben, keleten, és ott helyezte el az embert, akit formált. Sarjasztott az Úristen a termőföldből mindenféle fát, szemre kívánatosat és eledelre jót; az élet fáját is a kert közepén, meg a jó és a rossz tudásának fáját.
Egyes kutatók az édenkert eredeti helyének mai földrajzi elhelyezkedéseként a Perzsa-öböl vízzel elárasztott területét jelölik meg. Több szerző a sumer-akkád szövegek elemzésén elindulva a Biblia kezdeti történeteiről azt bizonyítja, hogy már jóval korábban is ismerték őket.

## Az Éden és Paradicsom szavak eredete
Az Éden név a sumer EDIN (𒂔) logogrammal írt eden főnév származéka. A III. uri dinasztia idején tűnik fel először, bár nyilván régebben is létező szó. Jelentése „felső oldal”, vagy síkság, nyílt terület, sztyeppe. Óakkád szövegekben is előfordul a füves puszták edinu jelölése. Innen ment át az óbabiloni, majd újbabiloni és héber nyelvekbe. A héberek a hasonló hangzású, „gyönyörűség” jelentésű szavukkal hozták összefüggésbe.
A Paradicsom név a latin paradisus (édenkert, mennyország) nyomán került nyelvünkbe, ami a ógörög paradeiszosz (παράδεισος) átvétele. Ez a héber pardez görögös formája, s előzménye az óperzsa pairi-daeza (körülkerítés). A szó a királyi és nagyúri vadaskertekre, díszparkokra vonatkozott. A magyarba a latin szó tárgyesetes (paradisum) alakjában került át. Nehezen magyarázható azonban, hogy a héberek miért vettek volna át a saját mennyországukra vonatkozó, díszpark jelentésű szót az óperzsából. A görög paradeiszosz (újgörögben parádiszosz) szó azonban a görögből is levezethető, nem szükséges héber eredetet feltenni. A para (παρά) előtag azt jelenti, „olyan, mint”, a deiszosz (δεήσος) „esdeklés”, „könyörgés”, „fohász” jelentésű, a paradeioszosz összetétel viszont nem az édenkertet, hanem az égboltot is jelenti, átvitt értelemben a mennyországot.

## Az édenkert négy folyója
A négy folyóról a bibliai szöveg azt állítja, hogy az Édenben van a forrása, onnan jön ki négy ágra szakadva, hogy az Édenkertet öntözze, ezért a közös forrás elsőszámú jelöltje az Anatóliától Indiáig nyúló hegyvidék, mivel két folyó azonosítása biztos.
Nincs kétség afelől, hogy a P(e)rát az Eufrátesz (sumerül: Buranunna, akkádul: Purattu).
Afelől sincs kétség, hogy a Hiddekel a Tigris (sumer Idigna, akkád Idiglat). Itt a szöveg azt is közli, hogy a folyó Assurtól keletre folyik.
A Gihón a Biblia szerint Kús országát veszi körül, ami általában Etiópia neve, ezért a középkorban úgy gondolták, hogy itt a Nílusról van szó (egyiptomi nyelven: Hápi), arról viszont nehezen hihető, hogy az ókorban úgy gondolták volna, hogy közös lehet a forrása a Tigrissel és az Eufrátesszel. De lehetséges, hogy Kús neve itt a kassúkat takarja, azaz a mai iráni Huzesztánt (óperzsa nyelven: Udzsa), ahonnan több folyó is ömlik az Alsó tengerbe azaz a Perzsa-öbölbe. Ezek neve ugyan nem vethető össze a bibliai Gihón névvel, de ez nem jelenti az azonosítás akadályát. A Zagroszból lefolyó Karkheh (egykori Kerka) és Zahreh jöhetnek számításba. Kús magyarázatául rengeteg erőltetett azonosítás is felmerült még, mint Kis város, valamint a Hindukus hegység neve is. Utóbbit az támasztaná alá, hogy az Amu-darja arab neve Dzsajhun.
A Pisón név mögött a középkorban az Indust látták, amiről a Biblia azt írja, hogy körülveszi Havila országát, ahol az arany van, és ahonnan a bedólah és a sóham-kő származik. Haviláról elképzelhető, hogy a sumer mitológia keleti országát, haralit takarja, ahonnan aranyat és drágaköveket hoznak. Harmatta János dravida etimológiával napkelet jelentésűnek magyarázta. A sóham-kő, a jeruzsálemi főpap melldísze jelentheti a lazúrkövet.
A korabeli héberek földrajzi ismereteiben azonban nem lehet megbízni, valamint a Biblia megírása és az események között eltelt idő rengeteg szövegromlásra, ténytorzulásra ad lehetőséget. Egy elmélet szerint a négy folyó nem az Édenből ered, hanem az Édenben folyik össze, a négy ágra szakadás a felfelé haladás irányából értelmezhető, mert egyébként sem szokásuk a folyóknak ágakra szakadni, sokkal inkább egyesülni. A Tigris, az Eufrátesz és a kassziták földjén (ókori Kussukhe) átfolyó Gihón a mai Perzsa-öbölben összefolyik. Mintegy 10 000 évvel ezelőtt a Perzsa-öböl még nem létezett, a tengerszint körülbelül 60 méterrel alacsonyabb volt, a folyók ténylegesen összefolytak. Ugyanide ömlött délről egy azóta kiszáradt folyó, amely az Arab-félszigeten eredt. Az összefolyás helye a mai kuvaiti parttól keletre lehetett, körülbelül megegyezik a sumerek által Dilmunnak nevezett térséggel, amely mitikus jelleget kapott a szövegeikben, és amely a mai Bahreinnel azonos. Az elmélet megmagyarázza a sumer eden szó eredetét és alkalmazását, valamint érthetővé teszi az özönvíz-mítoszt, hiszen a kainozoikumi eljegesedés utolsó glaciális periódusa után a Perzsa-öböl viszonylag gyorsan feltöltődött, és tenger foglalta el az addigi élőhelyeket.
Mivel Ezékiel Libanonba tette az Édent, született egy elmélet, amely szerint a sumer „istenek kertje” (a sumer mennyország) az Anti-Libanon-hegyvidéken lenne. Ez az elmélet hegyvidékre helyezi a sumer „síkság” szót, holott a sumereknek volt külön szavuk a hegyvidékek jelölésére, a hurszag.
Az Ószövetség szerint Káin, Ádám és Éva fia, Édentől keletre telepedett le, miután megölte testvérét Ábelt.

## Lásd még
- Az ember bukása
- A jó és rossz tudásának fája
- Zsidó vallás
- Kereszténység
- Iszlám

## Más elképzelt mennyországok
- Fiddler’s Green